# Roger Doucet
Pour les articles homonymes, voir Doucet.
 (février 2019).
Si vous disposez d'ouvrages ou d'articles de référence ou si vous connaissez des sites web de qualité traitant du thème abordé ici, merci de compléter l'article en donnant les références utiles à sa vérifiabilité et en les liant à la section « Notes et références ».
Roger Doucet (né le 21 avril 1919 à Montréal, au Québec (Canada), mort le 19 juillet 1981 dans la même ville) était un ténor québécois.

## Biographie
Il fut petit chanteur à l'église de l'Immaculée-Conception de Montréal sous la direction d'Émile Fontaine, qui lui enseigna ses premières notions musicales à l'école Saint-François-Xavier (1929-1933). Il fit ensuite des études vocales avec Céline Marier et Georges Toupin (1938-1940), Sarah Fischer (1940-1941) et Albertine Morin-Labrecque (1941-1943), tout en participant à des concours d'amateurs. Il obtint ainsi des engagements dans plusieurs cabarets, dont le Faisan bleu à Chomedey (maintenant à Laval) et le Casino Bellevue et le Montmartre à Montréal.
Il devint ensuite membre de l'Army Show, troupe de divertissement de l'Armée canadienne avec laquelle il parcourut le Canada à deux reprises et visita plusieurs pays européens. Il quitta l'armée avec le grade de sergent. Grâce au crédit de rétablissement des anciens combattants, il étudia avec Alfredo Martino au New York College of Music (1946-1949).
Il poursuivit sa carrière au cabaret et à la radio; il fit partie des émissions « Théâtre lyrique Molson » diffusées par la SRC. À la télévision, il joua dans des extraits d'opéras présentés à « L'Heure du concert » à la SRC, tels que Le Barbier de Séville (le comte Almaviva), Les Pêcheurs de perles (Nadir) et Roméo et Juliette (Roméo). Avec la COC, il interpréta le duc de Rigoletto (1950), le Prince dans The Love for Three Oranges (1959) et Fenton dans Les Joyeuses commères de Windsor de Nicolai lors d'une tournée (1960).
Durant un séjour en Europe (1955-1957), il participa au Festival de Glyndebourne où il chanta notamment dans Le Comte Ory et à plusieurs émissions à la radio de la BBC de Londres et de la NDR de Hambourg.
Du 13 octobre 1970 jusqu'à sa mort, il fut l'interprète attitré de l'hymne national canadien « Ô Canada » lors des parties de hockey au Forum de Montréal. Il remplit aussi cette fonction pour les matchs de football des Alouettes de Montréal à partir de 1974 et ceux des Expos de Montréal à partir de 1977. Sa tête blanche et sa voix singulière furent rangées parmi les immortels du Forum.
Il meurt le 19 juillet 1981 à l'âge de 62 ans d'une tumeur au cerveau.

## Distinctions
1980 -  Membre de l'Ordre du Canada

## Discographie
- Noël avec Roger Doucet et la chorale Satya d'Amos, K-Tel (1980)